# Women's National Basketball Association 2001
Women's National Basketball Association 2001 var den femte säsongen av den amerikanska proffsligan i basket för damer. Säsongen inleddes måndagen den 28 maj och avslutades tisdagen den 14 augusti 2001 efter 256 seriematcher. Lagen i samma Conference mötte varandra tre gånger, två hemma och en borta eller vice versa, vilket gav totalt 21 omgångar, samt lagen från den andra Conferencen en eller två gånger, vilket gav ytterligare 11 omgångar, totalt 32 matcher. De fyra första lagen i varje Conference gick därefter till slutspel som spelades mellan den 16 augusti och 1 september. Los Angeles Sparks blev mästare för första gången efter att ha besegrat Charlotte Sting med 2-0 i finalserien.

## Grundserien
Not: V = Vinster, F = Förluster, PCT = Vinstprocent
- Lag i GRÖN färg till slutspel.
- Lag i RÖD färg har spelat klart för säsongen.

| Lag                | V  | F  | PCT  |
| ------------------ | -- | -- | ---- |
| Cleveland Rockers  | 22 | 10 | .688 |
| New York Liberty   | 21 | 11 | .656 |
| Miami Sol          | 20 | 12 | .625 |
| Charlotte Sting    | 18 | 14 | .563 |
| Orlando Miracle    | 13 | 19 | .406 |
| Indiana Fever      | 10 | 22 | .313 |
| Detroit Shock      | 10 | 22 | .313 |
| Washington Mystics | 10 | 22 | .313 |

| Lag                 | V  | F  | PCT  |
| ------------------- | -- | -- | ---- |
| Los Angeles Sparks  | 28 | 4  | .875 |
| Sacramento Monarchs | 20 | 12 | .625 |
| Utah Starzz         | 19 | 13 | .594 |
| Houston Comets      | 19 | 13 | .594 |
| Phoenix Mercury     | 13 | 19 | .406 |
| Minnesota Lynx      | 12 | 20 | .375 |
| Portland Fire       | 11 | 21 | .344 |
| Seattle Storm       | 10 | 22 | .313 |

## Slutspelet
- De fyra bästa lagen från varje Conference gick till slutspelet.
- Alla slutspelsomgångar avgjordes i bäst av tre matcher.

|  | Conference Semifinal Bäst av 3 | Conference Semifinal Bäst av 3 | Conference Semifinal Bäst av 3 |             |    | Conference Final Bäst av 3 | Conference Final Bäst av 3 | Conference Final Bäst av 3 |  |  | WNBA Final Bäst av 3 | WNBA Final Bäst av 3 | WNBA Final Bäst av 3 |  |
|  |                                |                                |                                |             |    |                            |                            |                            |  |  |                      |                      |                      |  |
|  | E1                             | Cleveland                      | 1                              |             |    |                            |                            |                            |  |  |                      |                      |                      |  |
|  | E1                             | Cleveland                      | 1                              |             |    |                            |                            |                            |  |  |                      |                      |                      |  |
|  | E4                             | Charlotte                      | 2                              |             |    |                            |                            |                            |  |  |                      |                      |                      |  |
|  | E4                             | Charlotte                      | 2                              |             | E4 | Charlotte                  | 2                          |                            |  |  |                      |                      |                      |  |
|  | Eastern Conference             |                                |                                |             | E4 | Charlotte                  | 2                          |                            |  |  |                      |                      |                      |  |
|  |                                |                                | E2                             | New York    | 1  |                            |                            |                            |  |  |                      |                      |                      |  |
|  | E2                             | New York                       | E2                             | New York    | 1  | 2                          |                            |                            |  |  |                      |                      |                      |  |
|  | E2                             | New York                       |                                |             |    |                            |                            |                            |  |  |                      |                      |                      |  |
|  | E3                             | Miami                          | 1                              |             |    |                            |                            |                            |  |  |                      |                      |                      |  |
|  | E3                             | Miami                          | 1                              |             | E4 | Charlotte                  | 0                          |                            |  |  |                      |                      |                      |  |
|  |                                |                                |                                |             |    |                            |                            |                            |  |  |                      |                      |                      |  |
|  |                                |                                | W1                             | Los Angeles | 2  |                            |                            |                            |  |  |                      |                      |                      |  |
|  | W1                             | Los Angeles                    | W1                             | Los Angeles | 2  | 2                          |                            |                            |  |  |                      |                      |                      |  |
|  | W1                             | Los Angeles                    |                                |             |    |                            |                            |                            |  |  |                      |                      |                      |  |
|  | W4                             | Houston                        | 0                              |             |    |                            |                            |                            |  |  |                      |                      |                      |  |
|  | W4                             | Houston                        | 0                              |             | W1 | Los Angeles                | 2                          |                            |  |  |                      |                      |                      |  |
|  | Western Conference             |                                |                                |             | W1 | Los Angeles                | 2                          |                            |  |  |                      |                      |                      |  |
|  |                                |                                | W2                             | Sacramento  | 1  |                            |                            |                            |  |  |                      |                      |                      |  |
|  | W2                             | Sacramento                     | W2                             | Sacramento  | 1  | 2                          |                            |                            |  |  |                      |                      |                      |  |
|  | W2                             | Sacramento                     |                                |             |    |                            |                            |                            |  |  |                      |                      |                      |  |
|  | W3                             | Utah                           | 0                              |             |    |                            |                            |                            |  |  |                      |                      |                      |  |

### WNBA-final
Los Angeles Sparks vs Charlotte Sting
| Match   | Datum       | Hemmalag    | Bortalag    | Resultat |
| ------- | ----------- | ----------- | ----------- | -------- |
| Match 1 | 30 augusti  | Charlotte   | Los Angeles | 66 - 75  |
| Match 2 | 1 september | Los Angeles | Charlotte   | 82 - 54  |

Los Angeles Sparks vann finalserien med 2-0 i matcher